# Alexandra Tydings
Alexandra Tydings, née le 15 décembre 1972 à Washington DC, est une actrice américaine.

## Biographie
Alexandra Tydings a quatre sœurs et un frère. Elle est la petite-fille de l'ancien sénateur du Maryland Millards Tydings et la fille de Terry Huntingdon, Miss USA 1959. Elle est mariée à Ben Luzzatto, et elle a deux filles : Ruuby (née le 17 juin 2004) et Emerson (née le 4 juin 2006).
Quand elle était enfant, elle faisait des compétitions de danse irlandaise. Elle a également été la bassiste du groupe Annabelle Kickbox and She's Seen You Naked. Elle est diplômée de l'école Sidwell et est titulaire d'une licence cinéma de l'Université Brown.

## Filmographie
- 1993 : Red Shoe Diaries
- 1995 : Vanishing Son
- 1996 : The Sunchaser (film)
- 1997 : Red Shoe Diaries
- 1997 : La Vie à cinq (Party of Five)
- 1998 : Hercule
- 1999 : Dodge's City
- 1997-2001 : Xena, la guerrière
- 2001 : Sheena, Reine de la Jungle
- 2002 : Another Pretty Face
- 2008 : Sur écoute (The Wire)